# Colibrí d'orelles morades
El colibrí d'orelles morades (Colibri serrirostris) és una espècie d'ocell de la família dels troquílids (Trochilidae) que habita garrigues, sabanes i praderies del centre i sud-est de Bolívia, sud del Brasil i nord-oest de l'Argentina.